# هشام مصباحي (ملاكم)
هشام مصباحي (مواليد 4 ديسمبر 1980) هو ملاكم مغربي، مثّل بلاده في الألعاب الأولمبية الصيفية في دورات 2000 و2004 و2008.

## روابط خارجية
هشام مصباحي على موقع اللجنة الأولمبية الدولية (الإنجليزية)
- هشام مصباحي على موقع أوليمبيديا (الإنجليزية)